# Parafia Matki Bożej Częstochowskiej w Chojniku
Parafia Matki Bożej Częstochowskiej w Chojniku – rzymskokatolicka parafia, znajdująca się w diecezji tarnowskiej, w dekanacie cieżkowickim.
W skład terytorium parafii wchodzi Chojnik i część Lichwina.

## Historia
Parafię erygował 13 października 1983 biskup tarnowski Jerzy Ablewicz. Dotychczas chojniczanie należeli do Parafii Najświętszej Maryi Panny Królowej w Gromniku.